# ليلة من ألف ليلة (مسرحية)
ليلة من ألف ليلة هي مسرحية مصرية كوميدية أنتجت عام 2015 في مصر.

## قصة المسرحية
تدور أحداث القصة حول الشحات (يحيى الفخراني) الذي يتسول بصحبة ابنته من خلال الغناء في الشوارع، حيث يتولى الخليفة الحكم في سن صغيرة بعد مقتل أبيه، ويقع الخليفة في حب ابنة الشحات، يتنكر الخليفة في شخصية ابن الجنايني وتقع الفتاة في حبه دون أن تعرف حقيقة منصبه الكبير. وفي المقابل تتعرف زوجة الوزير وهي امرأة لعوب، تتعرف على الشحات دون أن تعلم حقيقته وحقيقة وضعه المادي والاجتماعي، حيث تنخدع في ملابسه المهندمة التي كان زوجها الوزير قد أعطاها له من قبل.

## تمثيل
- يحيى الفخراني.
- هبة مجدي.
- ضياء عبد الخالق.
- وليد فواز.
- لطفي لبيب.
- سلمى غريب.
- عابد عناني.
- محمد محسن.
- سمر علام.
- محمد العزايزي.